# Edgar Ungeheuer
Edgar Ungeheuer (* 6. Januar 1920 in Rimbach; † 16. Oktober 1992 in Frankfurt am Main) war ein deutscher Chirurg.

## Leben
Am 6. Januar 1920 wurde Edgar Ungeheuer in Rimbach im Odenwald geboren. Als Sohn eines Landarztes wuchs er in Weinheim auf. Dort absolvierte er das Realgymnasium an der Bergstraße. 1938, nach dem Abitur wurde er zur Wehrmacht eingezogen, wenig später aber wieder zum Studium entlassen. Er studierte unter anderem in Halle, Straßburg und Heidelberg. 1944 beendete er sein Studium mit Staatsexamen und Promotion in Heidelberg. Danach nahm er die chirurgische Fachausbildung in der Chirurgischen Klinik Heidelberg bei Karl Heinrich Bauer auf und wechselte 1947 an die Chirurgische Universitätsklinik Frankfurt am Main. 1953 erhielt er die Lehrbefähigung für das Fach Chirurgie. 1958 wurde er außerplanmäßiger Professor und 1963 ärztlicher Direktor der Chirurgischen Klinik Nordwest in Frankfurt am Main.
Ungeheuer wurde unter anderem bekannt durch seine Operationen am offenen Herzen mit der Herz-Lungen-Maschine, als einer der ersten deutschen Ärzte. Sein Bestreben lag vor allem darin, Anschluss an die Innovationen der amerikanischen Chirurgie zu haben. Erwähnenswert sind auch seine Verdienste in der Unfall-, Gefäß und Bauchchirurgie. Er veröffentlichte in großer Zahl seine chirurgischen Erfahrungen und erhielt infolgedessen zahlreiche Auszeichnungen.
Im Oktober 1970 entließ die Klinik Nordwest, auf Betreiben von Ungeheuer, den Assistenzarzt Hans Mausbach, nachdem dieser in einer Fernsehsendung die autoritären Strukturen an westdeutschen Kliniken kritisiert hatte. 1984 war Edgar Ungeheuer Tagungspräsident der Sektion Rettungswesen und Katastrophenmeidzin der Deutschen Interdisziplinären Vereinigung für Intensivmedizin. Im Jahr 1990 hatte er beim Berliner Springer-Verlag ein Chirurgenverzeichnis herausgegeben.
Am 16. Oktober 1992 starb Ungeheuer im Alter von 72 Jahren an Krebs in Frankfurt. Postum wurde er mit der Paracelsus-Medaille 1994 von der deutschen Ärzteschaft gewürdigt.
Ungeheuer wurde 1964 in den Deutschen Orden aufgenommen, 1965 wurde er als Komtur in den Ritterorden vom Heiligen Grab zu Jerusalem investiert.

## Auszeichnungen und Ehrungen
- 1964 sowjetische Wischnewski-Medaille
- 1969 Ernst-von-Bergmann-Plakette
- 1980 Ehrenplakette der Stadt Frankfurt am Main
- 1981 Bundesverdienstkreuz I. Klasse
- 1990 Großes Bundesverdienstkreuz
- 1994 Paracelsus-Medaille (postum)

Die Deutsche Gesellschaft für Chirurgie vergibt den Edgar-Ungeheuer-Preis für Medien von besonderem wissenschaftlichen und didaktischen Wert.